# Dilemma Point
Der Dilemma Point ist eine Landspitze an der Küste des ostantarktischen Enderbylands. Sie besteht aus einer Reihe Felsvorsprüngen und einer benachbarten Insel am Südrand der Khmara Bay.
Das Antarctic Names Committee of Australia benannte sie nach der Verwirrung, die angesichts der komplexen Geologie der Landspitze bestand.